# Pelicans at the Zoo
Pelicans at the Zoo er en britisk stumfilm fra 1898.